# Антал Котас
Антал Котас (мађ. Kotász Antal; Вашвар, 1. септембар 1929 — Будимпешта, 6. јул 2003) је био мађарски фудбалски репрезентативац који је играо на позицији везног играча. Играо за Мађарску репрезентацију на Светском првенству у фудбалу 1958. године.

## Каријера

### Клуб
Дебитовао је као леви бек у Вашашу, затим је играо у Сегединском Хонведу а члан репрезентације је постао играјући за Стаљин Вашми Епитек. Ипак, највећи успех у каријери остварио је са Будимпештанским Хонведом, у којем је постигао седам голова у 179 лигашких утакмица. Освојио је првенство Мађарске 1955. и Куп Централне Европе 1959. године. Поред тога, у Хонведу је веома ефикасно играо са Јожефом Божиком, који се вратио кући уместо да емигрира као неки остали чланови Златне генерације. Његове одличне, брзе, свестране вештине учиниле су га једним од најбољих у клубу и националном тиму. Понекад је играо и на позицији нападача.

### Репрезентација
После неуспеха у Берну 1954. Котас, који је могао да се користи на свим позицијама тима, добио је прилику да игра у репрезентацији укупно 37 пута између 1954. и 1961. године. Био је члан тима који је заузео десето место на Светском првенству у Шведској 1958. године. Међу позицијама у дресу са грбом играо је и као леви бек.
Играо је у два меча на Светском првенству 1958. у Шведској (Мађарска — Мексико 4 : 0 и Велс — Мађарска 2 : 1).
Његова репрезентативна каријера почела је 19. септембра 1954. (победа против Румуније 5 : 1) и трајала до 22. октобра 1961. (3 : 3 против Холандије).
Први фудбалер репрезентације Дунаујвароша (Сталинварош) који је играо за репрезентацију Мађарске.